# Avebury
Avebury je arheološki lokalitet koji se sastoji od nekoliko kamenih krugova ili kromleha (engleski: henge), kamenih putova i tumula, koji okružuju selo Avebury u engleskoj županiji Wiltshire, na pola puta od Malborougha do Calnea. On je jedan od najbolje sačuvanih neolitskih spomenika u Europi, star oko 5.000 godina. Iako je malo stariji od Stonehengea, koji se nalazi 32 km južnije, oni zajedno tvore jezgru iste kulture, te su zajedno upisani na UNESCO-ov popis mjesta svjetske baštine u Europi 1986. god.

## Povijest
Kružno svetište (henge) je sagrađeno oko 2600. do 2500. prije Krista, tako da s ostalim svetištima iz tog doba (Marden, Durrington Walls i Mount Pleasant) prema velikim neolitskim svetištima (Stonehenge) čini svojevrsnu svetu cestu. 
Od 14. stoljeća kršćani su počeli uništavati spomenike prema uputama Crkve. Kamenje je pokopano tako da se samo obaralo i ukapalo na mjestu gdje je stajalo, a najslavniji, tzv. "brijačev kamen" je iskorišten kao nadgrobni spomenik jednom putujućem brijaču. U 17. i 18. stoljeću, više kamena je uklonjeno kako bi stvorio prostor za poljoprivredu i izgradnju kuća. Kako bi uništili veliko teško kamenje, grijali su ga na vatri, a zatim polijevali hladnom vodom, kako bi ga popucalog lakše razbili čekićima.
Znanstvenik John Aubrey je 1648. god. prepoznao značaj lokacije i velikog kamenja u krajoliku kao prapovijesni kameni krug, koji se pogrešno pripisivao druidima koji su došli 2000 godina nakon izgradnje kamenih krugova. Znanstvenik William Stuckeley opisao je 1720. god. kameni krug kao utočište britanskih druida (Temple of British Druids) od rimskih progona. Iskapanja je započeo Alexander Keiller 1920-ih, a 1930-ih je ustanovljeno Državno vijeće koje je podignulo mnoge zakopane kamene.

## Odlike
Danas stoji 154 originalna kamena od oko 600 koliko ih je izvorno bilo, no mnoga mjesta na kojima su bili su obilježena betonskim stupovima.
Vanjski kameni krug iz oko 2500. pr. Kr. ima promjer od 427 m, a na 6 m visokom zemljanom humku podignuta su originalna 98 kamena visine od oko 2,1 do 5,5 m i težine do 40 tona.
Unutarnji sjeverni krug iz oko 2600. pr. Kr. ima promjer od 98 m i 4 originalna od izvorno 27 kamena koja su ga činila.
Unutarnji južni krug od 104 m promjera ima 5 originalnih kamena od 29 koja su bili izvorno postavljeni.
Cijelo područje je slobodno za posjet, a u obližnjem selu se nalazi muzej Alexander Keiller gdje je smješten i turistički biro i informacije. Desno od kraja avenije Avebury nalaze se tumul West Kennet Long Barrow, humak Silbury Hill i drugi arheološki lokaliteti.

## Pripadajući lokaliteti
Zaštićeni spomenik svjetske baštine nije samo Avebury, nego i njegovi pripadajući arheološki lokaliteti:
| Slika | Ime                              | Lokacija     | Provincija | Koordinate                                | Bilješke |
| ----- | -------------------------------- | ------------ | ---------- | ----------------------------------------- | --- |
|       | West Kennet avenija              | Avebury      | Wiltshire  | 51°25′21″N 1°50′52″E / 51.4226°N 1.8478°E | Avenija se sastoji o dvije paralelne linije kamenja široke 25 m a duge 2,5 km, koja spaja Avenbury i Svetište.                                                                                        |
|       | Beckhampton avenija              | Avebury      | Wiltshire  |                                           | Ova avenija je zakrivljeni dio kruga koji se protezao južno od Aveburyja prema "Dugom kamenju", ostatku svetišta u Beckhamptonu.                                                                      |
|       | Tumul West Kennet Long Barrow    | Avebury      | Wiltshire  | 51°14′35″N 1°30′50″E / 51.2430°N 1.5139°E | Tumul se nalazi u blizini Silbury Hilla, a smatra se grobnicom iz 2600. pr. Kr. Duljinom većom od 100 m, najveći je tumul u Ujedinjenom Kraljevstvu.                                                  |
|       | Svetište (Sanctuary)             | Overton Hill | Wiltshire  | 51°24′36″N 1°49′54″E / 51.4100°N 1.8317°E | Ovo kružno svetište od 162 baze za kamenje iz 2.100. pr. Kr. avenijom Kennet je povezano s Aveburyjem. Na toj lokaciji ima i starijih nalaza 6 koncentričnih krugova drvenih stupova iz 3000. pr. Kr. |
|       | Brdo Silbury (Silbury Hill)      | Avebury      | Wiltshire  | 51°14′44″N 1°30′46″E / 51.2456°N 1.5127°E | Ovaj humak visine 37 m je najviši pretpovijesni umjetni humak u Europi. Namjena mu još uvijek ostaje tajnom, a potječe iz oko 2400. pr. Kr.                                                           |
|       | Brdo vjetrenjače (Windmill Hill) | Avebury      | Wiltshire  | 51°26′29″N 1°52′34″E / 51.4415°N 1.8762°E | Ovo svetište kružno postavljenog kamenja je veličinom od 85.000 m2 najveće u Ujedinjenom Kraljevstvu, a potječe iz oko 3300. pr. Kr.                                                                  |

## Vanjske poveznice
- Nacionalni spomenik Avebury  Arhivirana inačica izvorne stranice od 13. studenoga 2007. (Wayback Machine)
- Avebury